# Neuwernsdorf
Neuwernsdorf ist ein Ortsteil der Gemeinde Neuhausen/Erzgeb. im äußersten Süden des sächsischen Landkreises Mittelsachsen unmittelbar an der Staatsgrenze zu Tschechien.

## Geografie
Neuwernsdorf liegt im Übergangsgebiet vom Osterzgebirge zum Mittleren Erzgebirge, eingebettet im oberen Flöhatal im Naturpark Erzgebirge/Vogtland. Direkte Nachbarorte sind Rauschenbach (1 km entfernt), Deutschgeorgenthal (0,5 km), die tschechische Nachbargemeinde Český Jiřetín (Georgendorf), Cämmerswalde (2 Kilometer) und der Gemeindesitz Neuhausen/Erzgeb. (7 km) mit dem 789 m hohen Schwartenberg. Unterhalb des Ortes wird die Flöha in der Talsperre Rauschenbach gestaut, dort, wo sich bis zum Bau der Talsperre ein Teil des Ortes erstreckte.

## Ortsbezeichnung
Die Herkunft des Ortsnamens kann nur vermutet werden. Nicht belegt ist, dass die ersten Ansiedlungen am Wernsbach erfolgten. Es wird vermutet, dass die ersten Siedler aus Wernsdorf bei Klostergrab in Böhmen kamen und ihren neuen Heimatort deshalb Neuwernsdorf nannten.

## Geschichte

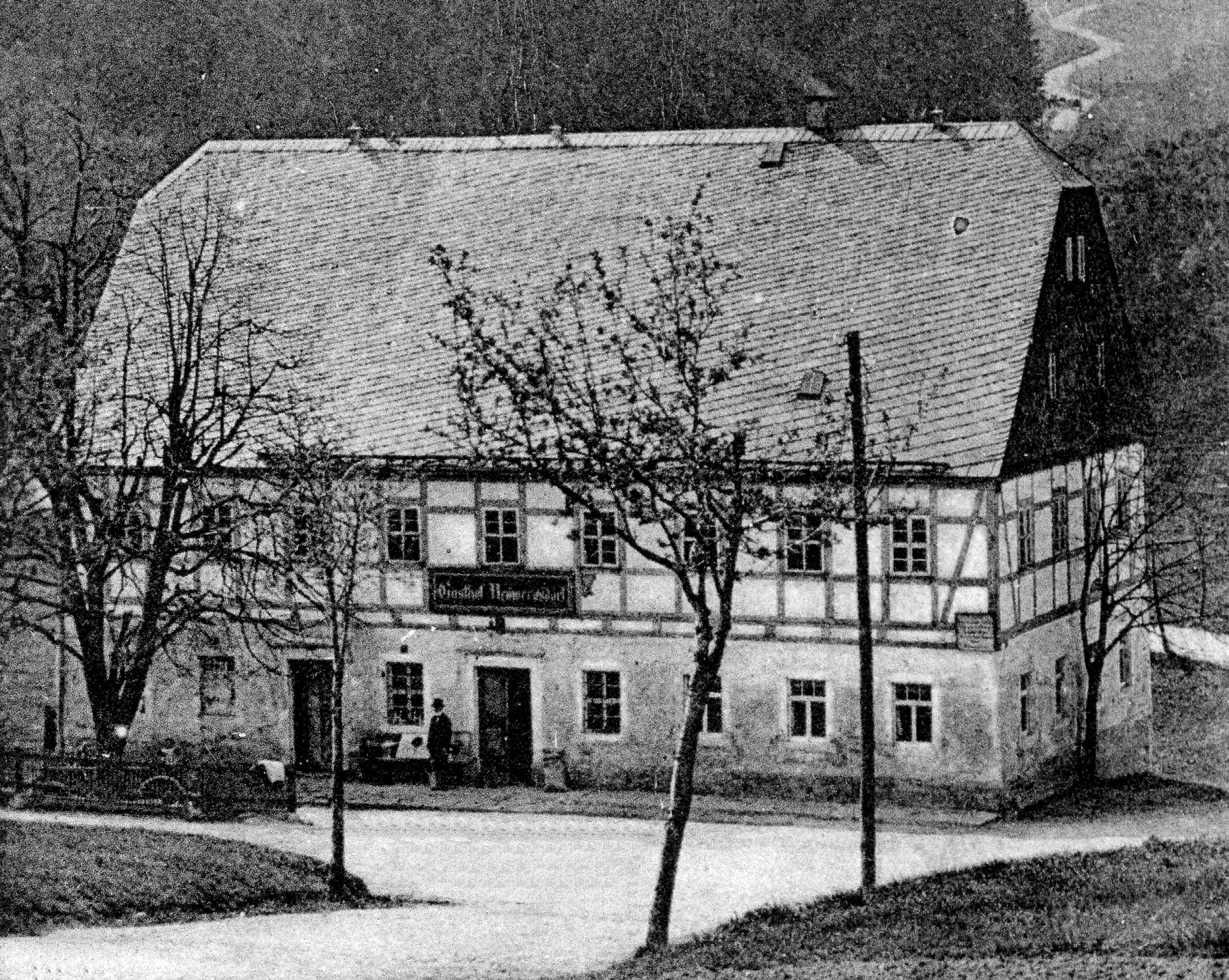
Neuwernsdorf, Gasthof, 1909

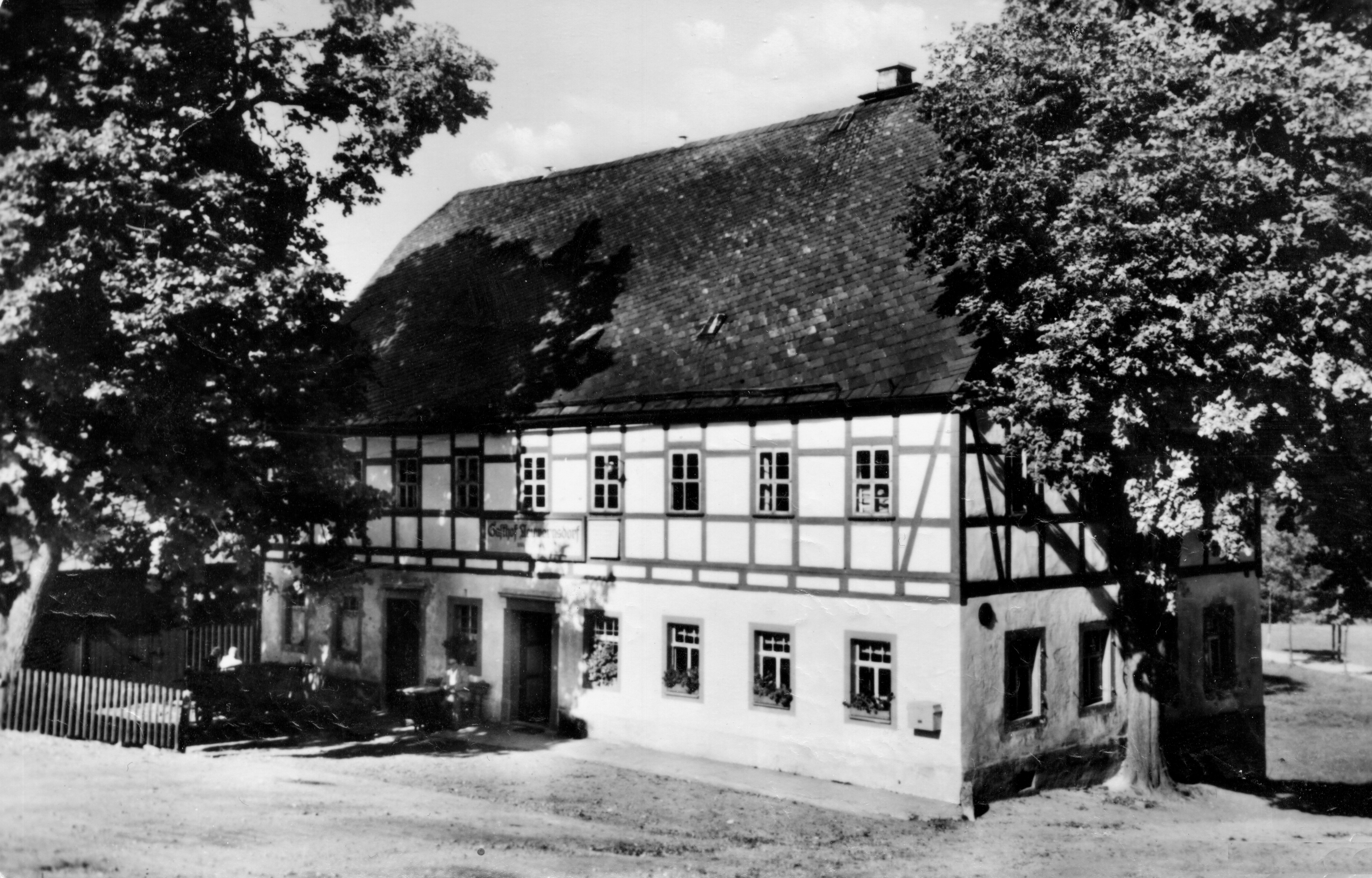
Neuwernsdorf, Gasthof, 1960

Der Ort wurde wahrscheinlich zwischen 1650 und 1670 als Auswirkung der in Böhmen übergreifenden Gegenreformation zur Wiederbelebung des Katholizismus gegründet. So sollen nach dem Wiener Familienforscher Günther Kallinowsky zwischen 1659 und 1669 mindestens 350 Bewohner der Dörfer der Pfarre Fleyh [das waren Georgendorf, Willerdorf und Motzdorf] blutig aus Böhmen nach Sachsen getrieben worden sein. Dort wurden sie nach mehreren Pest-Epidemien und dem Dreißigjährigen Krieg gern aufgenommen. Der kleine Ort am Erzgebirgskamm könnte aber auch bereits im 14. Jahrhundert existiert haben, als die beiden Glashütten Neuwernsdorf I und II südlich der Ortslage erwähnt wurden. Einst soll es dort auch nicht belegbare Goldfunde am Wernitzbach gegeben haben.
Der einst eigenständige Ort ohne Kirche wurde am 1. Januar 1924 Ortsteil von Cämmerswalde.
1963 musste ein nicht unerheblicher Teil des Ortes dem Bau der Talsperre Rauschenbach (fertiggestellt 1968) weichen. 184 Einwohner wurden umgesiedelt. 23 Wohngebäude mit 64 Wohnungen mussten abgerissen werden. Die Gaststätte, die direkt daneben befindliche Bäckerei „Hengst“, die Stuhlfabrik „C. G. Meyer“ und die Holzwarenfabrik „Hocke & Hegewald“ verschwanden bis 1964. Neuwernsdorf, das zuvor bis zu 200 Arbeiter beschäftigte, wurde bedeutungslos, als nach der politischen Wende in der DDR auch die Stuhlfabrik (100 Beschäftigte) schloss. Nach der Eingemeindung von Cämmerswalde zu Neuhausen/Erzgeb. ergab eine Volkszählung 1994 für den Ortsteil Neuwernsdorf 151 Einwohner. Zum 31. Dezember 2008 waren es 130 Einwohner.

## Persönlichkeiten
- Der Dresdner Hofjuwelier Johann Christian Neuber (1736–1808) ist in Neuwernsdorf geboren.
- Die Gebrüder Jehmlich: Gotthelf Friedrich, Johann Gotthold, Carl Gottlieb und Gottlob Friedrich wurden in Neuwernsdorf im Haus Nr. 48 geboren. Die vier Brüder erlernten beim Vater das Tischlerhandwerk, der Jüngste übernahm den Betrieb, die anderen drei Brüder ließen sich zu Orgelbauern ausbilden und gründeten 1808 in Neuwernsdorf die Firma Jehmlich Orgelbau. 1818 schuf Gotthelf Friedrich in Lauenstein die erste Jehmlich-Orgel. 1826 zog Johann Gotthold nach Dresden, baute dort eine Werkstatt auf und wurde 1836 „Königlich Sächsischer Hoforgelbauer“. 1839 eröffnete Carl Gottlieb eine Werkstatt in Zwickau, die bis 1874 weitergeführt wurde. Seit 2006 wird die Dresdner Firma in sechster Generation von Ralf Jehmlich geführt.
- Walter Tränkner (* 1937): Fertigte nach dem Zweiten Weltkrieg in Neuwernsdorf erstmals den „Pflaumentoffel“, das Symbol des Dresdner Striezelmarktes, als hölzernes Abbild eines Räuchermannes. 1999 verkaufte er altersbedingt die Fertigungsrechte an die Werkstatt Sperber, Wünschendorf.
- Fritz Voigt: Der Neuwernsdorfer war der letzte Heimkehrer des Ortes nach dem  Zweiten Weltkrieg. 1955 kehrte er nach über zehn Jahren sowjetischer Kriegsgefangenschaft in seine Heimat zurück. Er machte sich als Ortschronist einen Namen. Ihm und Günther Reimann ist es zu verdanken, dass es seit 1957 lückenlose Aufzeichnungen über Cämmerswalde und seine Ortsteile Rauschenbach, Neuwernsdorf und Deutschgeorgenthal gibt. Er war auch maßgeblich an der Festschrift zum 750. Ortsjubiläum von Cämmerswalde 1957 beteiligt.

## Sehenswürdigkeiten
- Talsperre Rauschenbach
- Neuwernsdorfer Wasserteiler